# ウシュピージーン
ウシュピージーン（אֻשְׁפִּיזִין, クティーブ・マーレー אוּשְׁפִּיזִין ušpīzīn, ushpizin）はアラム語「客人」の複数形。
ゾーハル（カバラの底本）の伝承で、スッコート（仮庵の祭り）の7日間、タナフの7人の人物が順番にスッカーを訪れてくるということになっている。

## ハシディズム、セファルディム系の順番（「ゾーハル」による）
| 第1日 | アブラハム |
| 第2日 | イサク     |
| 第3日 | ヤコブ     |
| 第4日 | モーセ     |
| 第5日 | アロン     |
| 第6日 | ヨセフ     |
| 第7日 | ダビデ     |

## 非ハレーディー派アシュケナジム系の順番
聖書の登場順になる。
| 第1日 | アブラハム |
| 第2日 | イサク     |
| 第3日 | ヤコブ     |
| 第4日 | ヨセフ     |
| 第5日 | モーセ     |
| 第6日 | アロン     |
| 第7日 | ダビデ     |

## 映画に
2005年のイスラエル映画で、ボボフ派の家庭を主人公としたものである。
ポスターの画像 画像